# Вербицький Георгій Миколайович
Георгій Миколайович Верби́цький (нар. 27 жовтня 1920, Ширяєве — пом. 12 серпня 2011, Київ) — український художник; член Спілки радянських художників України з 1970 року. Заслужений художник УРСР з 1989 року. Батько художника Сергія Вербицького.

## Біографія
Народився 27 жовтня 1920 у містечку Ширяєвому (нині селище міського типу Березівського району Одеської області, Україна) в сім'ї художника. Після закінчення середньої школи упродовж 1937—1939 років навчався на архітектурному факультеті Київського інженерно-будівельного інституту, зокрема у Олександра Вербицького.
Під час німецько-радянської війни воював у лавах Червоної армії. Нагороджений орденом Вітчизняної війни ІІ ступеня (6 квітня 1985).
У 1944—1947 роках працював художником у Київському державному військово-будівельному управлінні.
Жив у Києві, в будинку на вулиці Дмитрівській, № 52, квартира 5. Помер у Києві 12 серпня 2011 року.

## Творчість
Працював в галузі акварельного живопису. Серед робіт:
акварелі
- «Портрет доньки» (1957);
- «Кам'янець-Подільський» (1960);
- «Село Шевченківське» (1960);
- «Музей Шевченка» (1960);
- «Форт Тараса Шевченка» (1962);
- «Будинок, де жив Тарас Шевченко» (1962);
- «Академія мистецтв, де вчився і жив Тарас Шевченко» (1962);
- «Київський університет» (1962);
- «Пам'ятник Тарасу Шевченку» (1962);
- «Замок князів Острозьких» (1963);
- «Козацькі могили» (1963);
- «Бухара. Вечірні мотиви» (1968);
- «Вуличка старої Хіви» (1968);
- «Карелія» (1969);
- «Соловецькі острови» (1969);
- «Владивосток» (1971);
- «На Курильських островах» (1971);
- «Мій Київ» (1971);
- «Київ осінній» (1975);
- «Схили Дніпра» (1975);
- «Золоті ворота» (1975);
- «Києво-Печерська лавра» (1975);
- «Терикони» (1977);
- триптих «Українські мотиви» (1980);
- «Маки» (1980);
- «Натюрморт з яблуком» (1980);
- «У майстерні художника» (1981);
- «Салют Перемоги 1941 року» (1985);
- «Дніпровські схили» (1986);
- «Київ. Лавра» (1986);
- «Весілля» (1990);
- «Блакитний папуга» (1999);
- «Папуга» (1999);

серії
- «По шевченківських місцях» (1960—1964, Національний музей Тараса Шевченка);
- «Індустріальний Жданов» (1967);
- «Мій Київ» (1968).
- «Квіти» (1994);
- «Папуги» (1999–2001);
- «Пейзажі» (2003);

мініатюри на слоновій кістці
- «Портрет доньки» (1960);
- «Портрет Василя Чапаєва» (1960);
- «Портрет Тараса Шевченка» (1960);

На замовлення Національного музею Тараса Шевченка виконав багато копій з творів Тараса Шевченка.
Брав участь у обласних виставках з 1948 року, республіканських з 1957 року, всесоюзних з 1965 року, зарубіжних з 1971 року. Персональні виставки відбулися у Києві у 1964 і 1988 роках та у місті Бад-Тьольці у Німеччині у 1995 році. 
Твори художника зберігаються у Вінницбкому, Івано-Франківському краєзнавчих музеях, Шевченківському національному заповіднику у Каневі, Миколаївському, Одеському, Харківському, Запорізькому художніх музеях, Музеї історії Києва, в меморіальному музеї в Форті-Шевченко в Казахстані.